# Associazione Calcio Pavia 2005-2006
Questa voce raccoglie le informazioni riguardanti l'Associazione Calcio Pavia nelle competizioni ufficiali della stagione 2005-2006.

## Stagione
Nella stagione 2005-2006 il Pavia disputa il girone A del campionato di Serie C1, raccoglie 54 punti con il quarto posto, acquisendo il diritto di giocarsi i Play-off. Nella semifinale è superato nel doppio confronto con il Monza. Salgono in Serie B lo Spezia diretto, ed il Genoa che ha vinto i Play-off. La squadra Pavese, per l'ottava stagione allenata da Marco Torresani, si presenta con alcuni nuovi giocatori d'esperienza, dal portiere Fabrizio Casazza al nuovo attacco, con il ritorno di José Maria La Cagnina da Cremona, mentre da La Spezia sono arrivati Riccardo Meggiorini e Marco Veronese, mentre Vincenzo Chianese è stato preso dal Teramo. A metà campionato gli azzurri sono terzi con 28 punti, dietro lo Spezia ed il Genoa, che pure è partito con 3 punti di penalizzazione. Nel ritorno sono gli aquilotti spezzini a fare il vuoto, il Pavia prosegue sulla stessa strada, chiudendo il torneo al quarto posto. Nel momento decisivo dei Play-off però non si fa trovare pronto, pareggia (1-1) in casa e perde (2-0) a Monza nella semifinale. 
Nella Coppa Italia Nazionale tornata ad essere ad eliminazione diretta in gara unica, il Pavia supera nel primo turno (2-1) il Vicenza, nel secondo turno elimina il Monza al Brianteo (4-5) ai calci di rigore, poi nel terzo turno esce dal torneo, perdendo (5-6) con il Bari, sempre ai calci di rigore. Nella Coppa Italia di Serie C il Pavia entra in scena nei sedicesimi di finale, avendo disputato la Coppa Italia Nazionale, ma viene subito messo fuori, nel doppio confronto con la Valenzana.

## Rosa
| N. |                   | Ruolo | Calciatore            |
| -- | ----------------- | ----- | --------------------- |
|    | Italia (bandiera) | D     | Francesco Acerbi      |
|    | Italia (bandiera) | D     | Roberto Bandirali     |
|    | Italia (bandiera) | D     | Francesco Battaglia   |
|    | Italia (bandiera) | C     | Giampaolo Calzi       |
|    | Italia (bandiera) | P     | Fabrizio Casazza      |
|    | Italia (bandiera) | D     | Luca Ceccarelli       |
|    | Italia (bandiera) | A     | Vincenzo Chianese     |
|    | Italia (bandiera) | C     | Fabio Di Fausto       |
|    | Italia (bandiera) | C     | Davide Farina         |
|    | Italia (bandiera) | C     | Gianluca Fasano       |
|    | Italia (bandiera) | C     | Leonardo Fici         |
|    | Italia (bandiera) | D     | Edoardo Gorini        |
|    | Italia (bandiera) | A     | Josè Maria La Cagnina |

| N. |                   | Ruolo | Calciatore          |
| -- | ----------------- | ----- | ------------------- |
|    | Italia (bandiera) | C     | Francesco Lunardini |
|    | Italia (bandiera) | P     | Luca Mazzoni        |
|    | Italia (bandiera) | A     | Riccardo Meggiorini |
|    | Italia (bandiera) | C     | Nicola Napolitano   |
|    | Italia (bandiera) | A     | Michele Pietranera  |
|    | Italia (bandiera) | D     | Aldo Preite         |
|    | Italia (bandiera) | C     | Paolo Rossi         |
|    | Italia (bandiera) | C     | Paolo Sciaccaluga   |
|    | Italia (bandiera) | C     | Alfonso Selleri     |
|    | Italia (bandiera) | D     | Massimo Tarantino   |
|    | Italia (bandiera) | D     | Stefano Todeschini  |
|    | Italia (bandiera) | A     | Marco Veronese      |

## Risultati

### Campionato

#### Girone di andata
| Arbitro: | Salati (Trento) |

|  |           |                                               |
|  | Marcatori | 18’ Veronese 23’ (rig.) Gorini 80’ La Cagnina |

| Pavia 4 settembre 2005 2ª giornata | Pavia              | 0 – 0 | Monza | Stadio Pietro Fortunati\| Arbitro: \| Velotto (Grosseto) \| |
| Arbitro:                           | Velotto (Grosseto) |       |       |                                                             |

| Arbitro: | Giglioni (Siena) |

|                          |           |             |
| Taua 68’ Margarita 90+2’ | Marcatori | 8’ P. Rossi |

| Arbitro: | Zanzi (Lugo di Romagna) |

|                         |           |             |
| Gorini 75’ P. Rossi 84’ | Marcatori | 53’ Vastola |

| Arbitro: | Gallione (Alessandria) |

|  |           |                     |
|  | Marcatori | 60’ Botti 68’ Matri |

| Arbitro: | Damato (Barletta) |

|                    |           |  |
| Rimoldi 32’ (rig.) | Marcatori |  |

| Arbitro: | Velotto (Grosseto) |

|                                                       |           |  |
| Guidetti 45+1’ Pelatti 71’ Padoin 84’ Guariniello 89’ | Marcatori |  |

| Arbitro: | Rubino (Salerno) |

|                                  |           |  |
| La Cagnina 13’ Gorini 83’ (rig.) | Marcatori |  |

| Arbitro: | Morabito (Messina) |

|           |           |                         |
| Rubino 5’ | Marcatori | 41’ Preite 70’ Veronese |

| Arbitro: | Didato (Agrigento) |

|                                                    |           |  |
| Chianese 25’, 43’ Veronese 31’, 38’ La Cagnina 63’ | Marcatori |  |

| Arbitro: | Baratta (Salerno) |

|                                   |           |                     |
| Sansovini 59’ (rig.) De Paula 69’ | Marcatori | 74’ (rig.) Chianese |

| Arbitro: | Fugante (Macerata) |

|                                        |           |  |
| Fasano 21’ La Cagnina 54’ Veronese 74’ | Marcatori |  |

| Arbitro: | La Mura (Nocera Inferiore) |

|               |           |            |
| Antenucci 82’ | Marcatori | 75’ Gorini |

| Arbitro: | Velotto (Grosseto) |

|                       |           |  |
| Chianese 90+2’ (rig.) | Marcatori |  |

| Arbitro: | Candussio (Cervignano del Friuli) |

|  |           |              |
|  | Marcatori | 32’ Chianese |

| Arbitro: | Orsato (Schio) |

|                     |           |                    |
| Chianese 70’ (rig.) | Marcatori | 61’ (rig.) Coralli |

| Arbitro: | Guerriero (Catanzaro) |

|             |           |            |
| Temelin 10’ | Marcatori | 16’ Gorini |

#### Girone di ritorno
| Arbitro: | Iannone (Napoli) |

|  |           |              |
|  | Marcatori | 32’ Giacobbo |

| Arbitro: | Tommasi (Bassano del Grappa) |

|                |           |  |
| V. Espinal 39’ | Marcatori |  |

| Arbitro: | Zanardo (Conegliano) |

|             |           |             |
| Veronese 9’ | Marcatori | 90+2’ Luiso |

| Arbitro: | Marrocco (Pisa) |

|               |           |  |
| Magliocco 21’ | Marcatori |  |

| Arbitro: | Marzaloni (Rimini) |

|           |           |                |
| Matri 78’ | Marcatori | 90+3’ Chianese |

| Pavia 19 febbraio 2006 23ª giornata | Pavia           | 0 – 0 | Genoa | Stadio Pietro Fortunati\| Arbitro: \| Salati (Trento) \| |
| Arbitro:                            | Salati (Trento) |       |       |                                                          |

| Pavia 26 febbraio 2006 24ª giornata | Pavia                   | 0 – 0 | Spezia | Stadio Pietro Fortunati\| Arbitro: \| Zanzi (Lugo di Romagna) \| |
| Arbitro:                            | Zanzi (Lugo di Romagna) |       |        |                                                                  |

| Arbitro: | Manna (Isernia) |

|               |           |              |
| Scandurra 30’ | Marcatori | 86’ Veronese |

| Arbitro: | Tasso (La Spezia) |

|              |           |  |
| Veronese 58’ | Marcatori |  |

| Arbitro: | Buonocore (Nichelino) |

|  |           |              |
|  | Marcatori | 53’ Veronese |

| Arbitro: | Zanichelli (Genova) |

|                                                               |           |                      |
| Fasano 30’ Chianese 52’ (rig.) Veronese 64’ (rig.) Gorini 84’ | Marcatori | 12’ (rig.) Sansovini |

| Arbitro: | Forconi (Aprilia) |

|  |           |              |
|  | Marcatori | 28’ Veronese |

| Arbitro: | Burdin (Cormons) |

|                              |           |                                             |
| L. Ceccarelli 49’ Fasano 83’ | Marcatori | 23’ A. Morello 58’ P. Catalano 86’ Califano |

| Arbitro: | Iannone (Napoli) |

|  |           |              |
|  | Marcatori | 43’ Chianese |

| Arbitro: | Bo (Genova) |

|                                           |           |  |
| Chianese 3’, 54’ (rig.), 69’ Veronese 47’ | Marcatori |  |

| Arbitro: | Pierpaoli (Firenze) |

|                             |           |  |
| Campolonghi 33’ Coralli 40’ | Marcatori |  |

| Arbitro: | Scoditti (Bologna) |

|                                       |           |             |
| Chianese 36’ (rig.), 79’ Veronese 52’ | Marcatori | 81’ Temelin |

### Play-off
| Arbitro: | Iannone (Napoli) |

|              |           |               |
| Veronese 61’ | Marcatori | 84’ Bertolini |

| Arbitro: | Lena (Ciampino) |

|                   |           |  |
| Bertolini 5’, 10’ | Marcatori |  |

### Coppa Italia
| Arbitro: | Brighi (Cesena) |

|                               |           |             |
| Napolitano 75’ La Cagnina 77’ | Marcatori | 89’ Schwoch |

| Arbitro: | Herberg (Messina) |

|                                              |                      |                                               |
| Bertolini 27’                                | Marcatori            | 85’ Preite                                    |
| Scazzola Campi Tricarico Federici V. Espinal | Tiri di rigore 3 – 4 | M. Tarantino N. Napoliano Lunardini Bandirali |

| Arbitro: | Collina (Viareggio) |

|                                                                                       |                      |                                                                                 |
| M. Tarantino Gorini Lunardini Bandirali Sciaccaluga Meggiorini Preite Fasano P. Rossi | Tiri di rigore 5 – 6 | M. Anaclerio Micolucci L. Anaclerio Goretti Sibilano Mora Maah Bellavista Gazzi |

#### Coppa Italia di Serie C
| Arbitro: | Cammi (Reggio Emilia) |

|                               |           |  |
| F. Ferrari 15’ Patrascu 90+3’ | Marcatori |  |

| Arbitro: | Ruini (Reggio Emilia) |

|               |           |                                    |
| Meggiorini 2’ | Marcatori | 45’ (rig.) F. Ferrari 72’ Petrascu |